# Mika Newton
Mika Newton (Oekraïens: Міка Ньютон) pseudoniem van Oksana Stefanivna Hrytsay (Oekraïens: Оксана Стефанівна Грицай) (Boersjtyn, 5 maart 1986) is een Oekraïense zangeres.

## Biografie
Mika Newton begon op haar negende te zingen. Tijdens haar jeugd werd ze sterk geïnspireerd door de Canadese zangeres Avril Lavigne. Ze richtte samen met haar vrienden het groepje Emergence op, dat nog steeds actief is.
Haar grote bekendheid dankt ze vooral aan haar overwinning in de Oekraïense voorronde voor het Eurovisiesongfestival 2011 in Düsseldorf, Duitsland. Via de tweede halve finale bereikte Newton daar met het liedje Angel de eindstrijd. In de finale eindigde ze op de vierde plaats. Mika woont tegenwoordig in Los Angeles.